# Bildungsregion
Bildungsregionen sind institutionalisierte regionale Zusammenschlüsse von Schulen sowie ihren außerschulischen Partnerinstitutionen mit dem Ziel, die Bildungsqualität innerhalb der Region entsprechend verschiedener Kriterien maßgeblich zu verbessern. Bildungsregionen können einzelne Landkreise umfassen, aber auch länderübergreifende Einheiten darstellen (z. B. im Fall der „Bildungsregion Berlin-Brandenburg“)
„Bildung als regionale Aufgabe“ stellt einen neuen Ansatz dar, durch den weder die Kultusministerkonferenz (KMK) noch die Bundes- und Landesregierungen aus ihren originären Zuständigkeiten entlassen werden.
Der Begriff Bildungsregion wird auch zur Beschreibung des Ziels verwendet, dass Regionen durch Anstrengungen im Bildungsbereich zu Regionen mit einer überdurchschnittlich gebildeten Bevölkerung werden sollen. In diesem Sinn kann jede Region durch politische Gruppen und Gremien zur Bildungsregion erklärt werden.